# Cololaca (kommun)
Cololaca är en kommun i Honduras.   Den ligger i departementet Departamento de Lempira, i den västra delen av landet, 180 km väster om huvudstaden Tegucigalpa. Antalet invånare är 5 401. Arean är 221 kvadratkilometer.
Terrängen i Cololaca är kuperad åt sydväst, men åt nordost är den bergig.